# GOUNN
「GOUNN」（ごうん）は、2013年11月6日に発売された、ももいろクローバーZの10枚目のシングル。

## 収録曲解説

### GOUNN
作詞：只野菜摘 / 作曲：しほり / 編曲：木村篤史
歌詞・動画 - 歌ネット
人間の肉体と精神を構成する五つの要素である五蘊（ごうん）がタイトルの由来であり、ミュージックビデオ（PV）も含め仏教の世界観を取り入れた楽曲となっている。コンペで約300曲の中から選ばれた。
テーマは「理想の自分に会いにいく」。メンバーの玉井詩織は「前回のアルバムの最後の曲（灰とダイヤモンド）に、輪廻って言葉が入っていて、そこから新曲（GOUNN）に繋がっている」「輪廻転生で、ももクロがまったく新しい旅をスタートする」という解釈を示した。
実力に定評のあるアーティストが多数起用され（#参加ミュージシャン参照）、発売前にはオフヴォーカル（カラオケ）のトラックが歌入りのものに先立って公開されるという、異例のプロモーションが行われた。音楽評論家の堀埜浩二は以下のように評している。
ツアーとして、ももいろクローバーZ JAPAN TOUR 2013「GOUNN」が行われ、楽曲の世界観が再現された。
なお、当時発売されたアルバムに意図的に収録されず、シングル曲としては異例の扱いとなった。これは、2枚目のアルバム『5TH DIMENSION』が“次元を超えて旅をする”というテーマを描き、その後に発売された「GOUNN」で輪廻転生を表現し、3枚目のアルバム『AMARANTHUS』で人の一生を描く、という一連のストーリーとなっているためである。
2021年には、「GOUNN -ZZ ver.-（ダブルゼータ バージョン）」を、有安杏果卒業後の4人バージョンとして制作。配信限定アルバム『ZZ’s II』に収録された。

### いつか君が
作詞：ももいろクローバーZ & miwa / 作曲：miwa / 編曲：Naoki-T
歌詞・動画 - 歌ネット
以前からmiwaクロとして、ライブやテレビ番組でコラボをしており、ももクロのファンを公言しているmiwaが楽曲提供を行った。作詞は、メンバー5人が考えたものをmiwaがアレンジする形で行われた。「この手離さないでね」という歌詞が出てくるが、これは百田夏菜子がライブでファンに大事なメッセージを伝える際に、しばしば使っていたフレーズである。
2015年、miwaのシングル「夜空。feat.ハジ→/ストレスフリー」にセルフカバーが収録されている。

### ももいろ太鼓どどんが節
読み：ももいろだいこ どどんがぶし
作詞：増子直純 / 作曲：上原子友康 / 編曲：怒髪天
歌詞・動画 - 歌ネット
ももクロが世間にあまり知られていなかった2011年頃から、その実力を高く評価し続けていた怒髪天が、満を持して楽曲提供を行った。演奏は怒髪天に加えて、「世界一の演奏技術を持つ太鼓奏者」に選ばれたことのあるヒダノ修一が参加し、和楽器ロックのテイストに仕上がっている（ヒダノはその後、グループの主催する夏のライブにも出演するようになった）。
バンダイナムコゲームス『太鼓の達人』タイアップソング。『太鼓の達人』Wii Uば～じょん!、アーケード版（モモイロVer.）、スマートフォン版（『太鼓の達人プラス』）で本曲がプレイ可能。メンバー5人もデフォルメされたキャラクターとしてゲーム内に登場する。

## 参加ミュージシャン
GOUNN
- ギター & プログラミング：NARASAKI
- ベース：ハマ・オカモト（OKAMOTO'S）
- ドラム：ピエール中野（凛として時雨）
- エレクトリック・タブラ：ASA-CHANG
- プログラミング：木村篤史

いつか君が
- アコースティック・ギター &  コーラス：miwa
- エレクトリックギター & 他の楽器 & プログラミング : Naoki-T

ももいろ太鼓どどんが節
- ギター：上原子友康（怒髪天）
- ベース：清水泰次（怒髪天）
- ドラム：坂詰克彦（怒髪天）
- 太鼓：ヒダノ修一

## トラックリスト

### 初回限定盤
1. GOUNN [5:46]
2. いつか君が [4:37]
3. GOUNN（off vocal ver.）
4. いつか君が（off vocal ver.）

DVD：GOUNN（ミュージック・ビデオ）

### 通常盤
1. GOUNN
2. いつか君が
3. ももいろ太鼓どどんが節 [4:04]
4. GOUNN（off vocal ver.）
5. いつか君が（off vocal ver.）
6. ももいろ太鼓どどんが節（off vocal ver.）